# Jelling Station
Jelling Station er en dansk jernbanestation i stationsbyen Jelling i Sydjylland. Stationen ligger på Vejle-Holstebro-banen.
Det var ved Jelling Station at to regionaltog stødte sammen i 1995. Togulykken i Jelling hvor 51 blev kvæstet – er en af de mere alvorlige togulykker i Danmark i nyere tid.
Det er Arriva og DSB, der står for togdriften til og fra Jelling Station, dels med InterCityLyn mellem København og Struer og dels med regionaltog mellem Vejle og Struer. Der køres hver i time i begge retninger, heraf fire gange dagligt med InterCityLyn i hver retning.

## Galleri
- Wikimedia Commons har flere filer relateret til Jelling Station

- Stationen set fra gadesiden.
- Afgangsplakat og billetautomater.
- Stationen set fra nord.
- Gangbro i sydenden af stationen.
- Stationen set fra gangbroen.